# Знову 16
«Знову 16» (фр. 16 ans ou presque) — кінофільм режисера Трістана Сегела, що вийшов на екрани 2013 року.

## Зміст
Арно Мюстьє — саме уособлення успіху. Юрист і красномовний філософ, який своїми словами вміє завести слухачів у глухий кут. Але в один прекрасний момент все починає валитися. Пара прищів, дивна поведінка — і Арно отримує діагноз — С. П. — синдром підлітка. Це один з рідкісних розладів, характерний для дорослих чоловіків, що знову проходять через кризу шістнадцятиліття. Арно відкриває для себе цілий світ підлітків, дивуючи своєю поведінкою все оточення. І першим, хто бачить героя в новому «амплуа», виявляється його власний брат-підліток.

## Ролі
| Актор           | Роль          |
| --------------- | ------------- |
| Лоран Лафітт    | Арно Мюстьє   |
| Victor George   | -             |
| Кристоф Малавуа | Домінік Мюсті |
| Жудит Ель Зейн  | -             |
| Джонатан Коен   | -             |
| Франсуа Роллін  | -             |
| Анн Кановас     | -             |
| Пабло Полі      | Жаель         |
| Олександр Принц | -             |
| Томас Бонсанг   | -             |

## Знімальна група
- Режисер — Трістан Сегела
- Сценарист — Ерік Бензекрі, Жан-Баптист Делафон
- Продюсер — Мікаель Абекассіс, Бенжамен Есс
- Композитор — Ерік Колвін